# رانیل ویکرماسینگه
رانیل ویکرماسینگه (سینهالی: රනිල් වික්‍රමසිංහ؛ زادهٔ ۲۴ مارس ۱۹۴۹) یک سیاست‌مدار اهل سری‌لانکا، نخست‌وزیر سابق و وزیر دارایی سریلانکا بود. او یکی از اعضای پارلمان در لیست ملی از حزب ملی متحد است. او از سال ۱۹۹۴ رهبر این حزب می‌باشد. وی از سال ۱۹۹۳ تا ۱۹۹۴، از سال ۲۰۰۱ تا ۲۰۰۴، ۲۰۱۵، از سال ۲۰۱۵ تا ۲۰۱۸ و از سال ۲۰۱۸ تا ۲۰۱۹ نیز سمت نخست‌وزیر را برعهده داشت. ویکرماسینگه در ۱۳ ژوئیه ۲۰۲۲، پس از فرار سلف خود، گوتابایا راجاپاکسا از کشور، سرپرست ریاست‌جمهوری شد. راجاپاکسا در ۱۴ ژوئیه ۲۰۲۲ استعفا داد و روز بعد، ویکرماسینگه به عنوان رئیس‌جمهور موقت سریلانکا سوگند یاد کرد. او در همان روز تصمیم گرفت استاندارد ریاست‌جمهوری را به‌طور رسمی اعلام کند و استفاده از عنوان «عالیجناب» خطاب به رئیس‌جمهور را حذف کرد. در ۲۰ ژوئیه ۲۰۲۲، ویکرماسینگه از طریق انتخابات پارلمانی به عنوان نهمین رئیس‌جمهور سری‌لانکا انتخاب شد. و تا سپتامبر ۲۰۲۴ خدمت کرد.